# Foreste miste e di latifoglie dell'altopiano del Guizhou
Le foreste miste e di latifoglie dell'altopiano del Guizhou sono un'ecoregione dell'ecozona paleartica, definita dal WWF (codice ecoregione: PA0101), situata nelle province cinesi di Guizhou, Hunan e Hubei.

## Territorio
L'altopiano del Guizhou, situato ad un'altitudine compresa tra i 1000 e i 1400 m, è caratterizzato da un paesaggio calcareo carsico costituito da colline e bacini intermontani. Sorge ad est del più elevato altopiano dello Yunnan e a sud dello Yangtze (Fiume Azzurro). Il rilievo qui consiste in impervie colline e pinnacoli isolati profondamente incisi da vallate fluviali. L'area è costellata da grotte e inghiottitoi e molti fiumi locali sono in parte sotterranei. Il calcare è di origine paleozoica. La regione si sollevò nel corso del Cenozoico in seguito alla collisione tra India e Asia, e in epoca più recente è rimasto esposto ed eroso fino ad assumere l'aspetto attuale. La porosità del substrato, il clima mite e le condizioni atmosferiche caratterizzate da una grande nuvolosità (il cielo è coperto più di 200 giorni all'anno) sono responsabili della particolare ecologia dell'ecoregione. Nonostante l'altopiano riceva una gran quantità di precipitazioni, le aree carsiche sono soggette a periodi di siccità, in quanto il calcare non ha la capacità di trattenere bene l'acqua. L'acqua che potrebbe accumularsi su un substrato granitico, qui filtra velocemente attraverso il calcare poroso e diventa inutilizzabile per le piante.

## Flora
La vegetazione è costituita da foreste di latifoglie sempreverdi subtropicali formate da specie tolleranti il calcare. Il manto originario (attualmente scomparso in gran parte) era dominato da alberi della famiglia delle Fagacee (Castanopsis, Quercus, Cyclobalanopsis), delle Lauracee (Phoebe, Eugenia) e delle Teacee (Schima, Camellia). Ad altitudini più basse sono presenti specie più caratteristiche delle foreste tropicali stagionali (Sterculia, Erythrina, Ficus, Eugenia ed Helicia) o delle foreste secondarie (Albizzia, Rhus, Cornus, Liquidambar).
Foreste tropicali di conifere crescono nelle regioni orientali e settentrionali dell'ecoregione. Tra le specie più importanti ricordiamo il pino rosso cinese (Pinus massoniana) nel nord e nell'est e il pino dello Yunnan (P. yunnanensis) nel sud. L'«abete cinese» (Cunninghamia lanceolata) si incontra nel settore settentrionale, dove ad altitudini più elevate crescono pecci (Picea) e abeti (Abies). In luoghi come il monte Fanjing Shan le cime sono ricoperte da foreste miste di tipo himalayano, con piante come Tsuga chinensis, Acer campbellii, Rhododendron hypoglaucum, Enkianthus chinensis, Prunus serrulata e Abies fanjingshanensis, specie scoperta solo recentemente e strettamente imparentata con il più comune A. fargesii.

## Fauna
L'altopiano del Guizhou e le vallate circostanti ospitano otto tra i mammiferi più rari della Cina: il macaco dell'Assam (Macaca assamensis), il presbite di Francois (Trachypithecus francoisi), il rinopiteco dal mantello bianco (Rhinopithecus brelichi), il leopardo nebuloso (Neofelis nebulosa), il leopardo (Panthera pardus), la tigre (Panthera tigris amoyensis), il sika (Cervus nippon) e il goral rosso (Naemorhedus baileyi).
Il rinopiteco dal mantello bianco vive unicamente nella riserva naturale nazionale del Fanjing Shan, dove si stima ne vivano 300-500 esemplari. Il Fanjing Shan, una regione montuosa (altitudine massima 2575 m) situata nella parte nord-orientale dell'ecoregione, è un'area molto importante, perché conserva una foresta intatta che si estende su gran parte dei suoi 419 km², specialmente a quote più elevate, e ospita anche altre specie rare come la salamandra gigante (Andrias sligoi) e l'albero dei fazzoletti (Davidia involucrata). Il Fanjing Shan è inoltre una riserva della biosfera dell'UNESCO.

## Conservazione

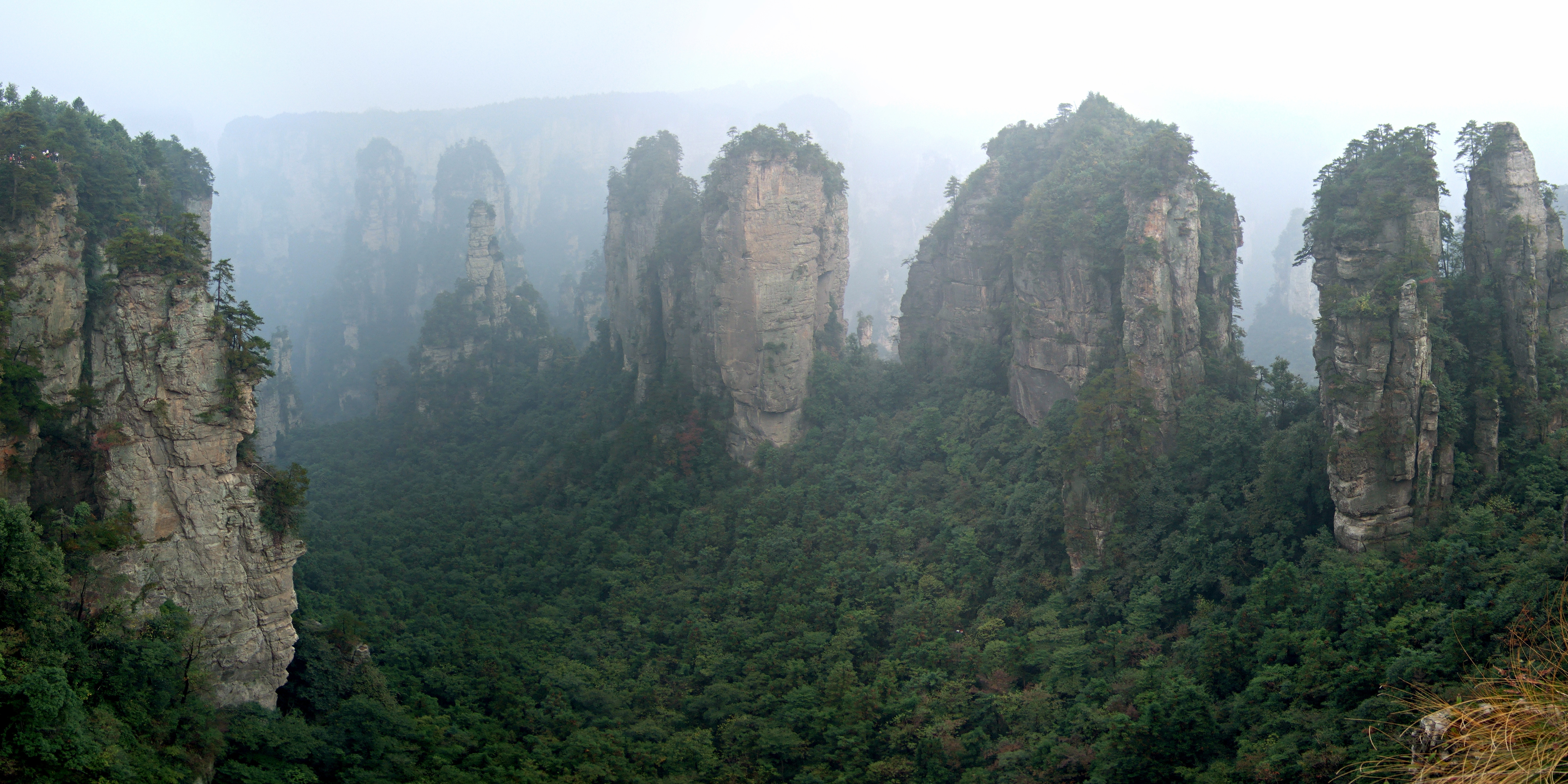
Il paesaggio carsico della Cina meridionale è di grande interesse dal punto di vista geologico e geomorfologico

Oggi il manto forestale originario dell'altopiano del Guizhou è stato in gran parte rimpiazzato da una boscaglia secondaria o da associazioni boschive sparse costituite da specie della famiglia delle Ericacee (Rhododendron, Vaccinium) e da Quercus, Eurya, Myrica e Myrsine.
Chiazze di foresta originaria permangono all'interno delle aree protette, ma altrove essa è quasi completamente scomparsa, fatta eccezione per limitate zone che ricoprono le colline calcaree più remote e inaccessibili, come quelle che si trovano nella pittoresca valle del Wuyang e a Zhangjia Jie nella parte settentrionale dell'ecoregione.